# 茨城県道282号赤塚停車場線
茨城県道282号赤塚停車場線（いばらきけんどう282ごう あかつかていしゃじょうせん）は、茨城県水戸市にある東日本旅客鉄道（JR東日本）赤塚駅と接続する県道であった。2001年2月1日に廃止された。

## 路線概要
- 起点：水戸市赤塚1丁目367番地先（赤塚駅）[1]
- 終点：水戸市赤塚1丁目1976番2地先（茨城県道59号玉里水戸線交点）[1]
- 距離：311 m[1]

## 歴史
1994年（平成6年）4月1日、前身にあたる一般県道小岩戸赤塚停車場（整理番号239）の主要区間が、主要地方道玉里水戸線に昇格・統合により廃止されることに伴い、赤塚駅周辺の残存区間を新たな県道として赤塚停車場を起点、水戸市赤塚を終点とする県道赤塚停車場（整理番号426）として茨城県が県道路線認定した。翌1995年（平成7年）に整理番号282へ変更となる。本路線は、路線認定後6年足らず存続するも、茨城県道177号赤塚馬口労線と全線重複であったことから、2001年（平成13年）2月1日に路線廃止された。

### 年表
- 1894年（明治27年）1月4日：赤塚駅が開業する。
- 1959年（昭和34年）10月14日：前身にあたる、国道6号と赤塚駅を結ぶ小岩戸赤塚停車場線が路線認定される（図面対照番号182）[3]。
- 1959年（平成6年）4月1日：
  - 赤塚停車場線（整理番号426）が路線認定される[4]。
  - 道路の区域は、水戸市赤塚1丁目の赤塚停車場から水戸市赤塚1丁目の県道玉里水戸線交点までと決定された[1]。
  - 同時に、県道小岩戸赤塚停車場（整理番号239）が廃止される[2]
- 1995年（平成7年）3月30日：整理番号426から整理番号282に変更される[5]。
- 2001年（平成13年）2月1日：赤塚停車場線が路線廃止となる[6]。

## 重複区間
- 茨城県道177号赤塚馬口労線（全線重複）

## 地理

### 通過する自治体
- 水戸市

### 接続する道路
- 茨城県道59号玉里水戸線（水戸市赤塚1丁目）

### 沿線
- JR赤塚駅